# Điều trị lao tiềm ẩn

## Phác đồ
Điều quan trọng là việc đánh giá để loại trừ lao hoạt tính được thực hiện trước khi bắt đầu điều trị LTBI. Để điều trị bệnh lao tiềm ẩn cho người bị bệnh lao hoạt động là một lỗi nghiêm trọng: bệnh lao sẽ không được điều trị đầy đủ và có nguy cơ nghiêm trọng phát triển các chủng vi khuẩn lao kháng thuốc.
Có một số phác đồ điều trị hiện đang được sử dụng:
- 9H - isoniazid trong 9 tháng là tiêu chuẩn vàng (93% hiệu quả, ở những bệnh nhân có kết quả xét nghiệm dương tính và tổn thương xơ phổi tương thích với bệnh lao.
- 6H - Isoniazid trong 6 tháng có thể được thông qua bởi một chương trình lao địa phương dựa trên hiệu quả chi phí và sự tuân thủ của bệnh nhân. Đây là chế độ hiện đang được khuyến cáo ở Anh để sử dụng thường xuyên. Hướng dẫn của Hoa Kỳ không bao gồm phác đồ này khi sử dụng ở trẻ em hoặc người có bằng chứng phóng xạ về bệnh lao trước (tổn thương fibrotic cũ) (hiệu quả 69%).
- 6 đến 9H 2 - Một phác đồ hai lần một tuần liên tục cho 2 phác đồ điều trị trên là một phương án thay thế nếu được sử dụng theo liệu pháp được quan sát trực tiếp (DOT).
- 4R - rifampicin trong 4 tháng là một lựa chọn thay thế cho những người không thể dùng isoniazid hoặc những người đã biết tiếp xúc với lao kháng isoniazid.
- 3HR - Isoniazid và rifampin có thể được dùng hàng ngày trong ba tháng.
- 2RZ - Phác đồ 2 tháng rifampin và pyrazinamide không còn được khuyến cáo điều trị LTBI vì tăng nguy cơ viêm gan và tử vong do thuốc gây ra.[1]
- 3HP - phác đồ ba tháng (12 liều) của rifapentine hàng tuần và isoniazid.[2][3]  Phác đồ 3HP phải được quản lý theo DOT. Một liệu pháp tự điều trị (SAT) của 3HP được điều tra trong một nghiên cứu quốc tế lớn.[4]

## Bằng chứng về hiệu quả điều trị
Tổng quan Cochrane năm 2000 bao gồm 11 thử nghiệm đối chứng ngẫu nhiên, mù đôi và 73.375 bệnh nhân đã kiểm tra 6 tháng và 12 tháng của isoniazid (INH) để điều trị bệnh lao tiềm tàng. HIV dương tính và bệnh nhân hiện đang hoặc điều trị trước đây cho bệnh lao đã được loại trừ. Kết quả chính là nguy cơ tương đối (RR) là 0,40 (khoảng tin cậy 95%CI 0,31 đến 0,52) để phát triển bệnh lao hoạt động hơn hai năm hoặc lâu hơn cho bệnh nhân được điều trị bằng INH, không có sự khác biệt đáng kể giữa các phác đồ điều trị 6 hoặc 12 tháng (RR 0,44, KTC 95% 0,27 đến 0,73 trong sáu tháng, và 0,38, KTC 95% 0,28 đến 0,50 trong 12 tháng).
Một nghiên cứu hệ thống được công bố năm 2013 đánh giá bốn phác đồ thay thế khác nhau đối với đơn trị liệu INH để ngăn ngừa lao hoạt tính ở những người nhiễm HIV có nhiễm lao tiềm ẩn. Bằng chứng từ nghiên cứu tổng quan này cho thấy không có sự khác biệt giữa các phác đồ ngắn hơn của Rifampicin hoặc hàng tuần, Rifapentine và INH được quan sát trực tiếp so sánh với đơn trị liệu INH trong phòng ngừa lao hoạt động ở những người có HIV âm tính có nguy cơ phát triển nó. Tuy nhiên, tổng quan cho thấy phác đồ Rifampicin ngắn hơn trong 4 tháng và theo dõi trực tiếp Rifapentine cộng với INH trong ba tháng "có thể có lợi thế bổ sung khi hoàn thành điều trị cao hơn và cải thiện sự an toàn".

## Hiệu quả điều trị
Không có bảo đảm "chữa bệnh" cho bệnh lao tiềm ẩn. "Những người bị nhiễm vi khuẩn lao có nguy cơ mắc bệnh lao suốt đời..."  với những người có hệ miễn dịch bị tổn thương, những người mắc bệnh tiểu đường và những người sử dụng thuốc lá có nguy cơ cao hơn.  
Một người đã hoàn thành liệu trình Isoniazid (hoặc toa thuốc toàn diện khác cho bệnh lao) theo lịch trình thường xuyên, kịp thời có thể đã được chữa khỏi. "Liệu pháp tiêu chuẩn hiện nay là isoniazid (INH) làm giảm nguy cơ lao hoạt động tới 90% (ở những bệnh nhân có kết quả xét nghiệm LTBI dương tính và tổn thương phổi tương ứng với lao ) nếu dùng hàng ngày trong 9 tháng."   Tuy nhiên, nếu một người đã không hoàn thành thuốc chính xác theo quy định, "chữa bệnh" là ít có khả năng, và tỷ lệ "chữa bệnh" là tỷ lệ thuận với việc điều trị theo quy định cụ thể như khuyến cáo. Hơn nữa, "Nếu bạn không uống thuốc đúng cách và bạn bị bệnh lao lần thứ hai, bệnh lao có thể khó điều trị hơn nếu nó trở nên kháng thuốc."   Nếu bệnh nhân được chữa khỏi, điều đó có nghĩa là mỗi vi khuẩn đơn lẻ trong hệ thống bị loại bỏ hoặc chết, và người đó không thể mắc bệnh lao (trừ khi bị nhiễm lại). Tuy nhiên, không có thử nghiệm nào để đảm bảo rằng mỗi vi khuẩn đơn lẻ đã bị giết trong cơ thể của bệnh nhân. Như vậy, một người được chẩn đoán mắc bệnh lao tiềm ẩn có thể yên tâm giả định rằng, ngay cả sau khi điều trị, họ sẽ mang vi khuẩn - có khả năng cho phần còn lại của cuộc đời họ. Hơn nữa, "Người ta ước tính rằng có tới một phần ba dân số thế giới bị nhiễm M. tuberculosis, và dân số này là một hồ chứa quan trọng để kích hoạt lại bệnh."   Điều này có nghĩa là ở những nơi mà bệnh lao là điều trị đặc hiệu có thể thậm chí còn ít hơn để "chữa" bệnh lao, vì việc tái nhiễm có thể kích hoạt hoạt hóa của TB tiềm ẩn đã có ngay cả trong trường hợp điều trị được theo dõi hoàn toàn.